# Rentador de Duesaigües
El Rentador de Duesaigües són uns safareigs públics de Duesaigües (Baix Camp) inclosos a l'Inventari del Patrimoni Arquitectònic de Catalunya.

## Descripció
Safaretjos situats fora del nucli, al costat del barranc Reial.
És una construcció de planta rectangular amb una coberta que té una obertura rectangular al centre, on desguassen els vessants de la teulada. La piscina ocupa l'espai central del safareig i s'hi accedeix per una arcada rebaixada sobre uns pilars de maó vist. A cada costat de l'entrada hi ha una finestra també amb arcada rebaixada i tancades amb un forjat. Un dels costats també té d'altres finestres que permeten ventilar i il·luminar el safareig.